# Kim Jun-ho
Dans ce nom coréen, le nom de famille, Kim, précède le nom personnel.
Pour les articles homonymes, voir Kim.
 (août 2018).
Si vous disposez d'ouvrages ou d'articles de référence ou si vous connaissez des sites web de qualité traitant du thème abordé ici, merci de compléter l'article en donnant les références utiles à sa vérifiabilité et en les liant à la section « Notes et références ».
Kim Jun-ho (hangeul : 김준호 ; hanja : 金準鎬), né le 26 mai 1994, est un escrimeur sud-coréen dont l'arme de prédilection est le sabre.
Après avoir remporté le titre asiatique en 2016, réédité en 2017,[réf. nécessaire] il remporte également le titre par équipes lors des championnats du monde à Leipzig.
Il remport une médaille d'or par équipes aux Jeux asiatiques de 2018 aux côtés de Kim Jeong-hwan, Gu Bon-gil et Oh Sang-uk.

## Palmarès
- Jeux olympiques
  -  Médaille d'or par équipes aux Jeux olympiques d'été de 2020 à Tokyo

- Championnats du monde
  -  Médaille d'or par équipes aux championnats du monde 2017 à Leipzig[1]
  -  Médaille d'or par équipes aux championnats du monde 2018 à Wuxi
  -  Médaille d'or par équipes aux championnats du monde 2019 à Budapest
  -  Médaille d'or par équipes aux championnats du monde 2022 au Caire
  -  Médaille de bronze en individuel aux championnats du monde 2018 à Wuxi